# فوز الشطي
فوز الشطي (21 أكتوبر 1983 -)، مغنية وممثلة كويتية.

## حياتها الفنية
كانت بدايتها الفنية وهي بسن صغيرة حيث اشتركت ببرنامج المواهب الغنائية «نجوم على الطريق» في عام 1996، وبرز اسمها عندما أعلن إنها أول كويتية تشارك في برنامج «ستار أكاديمي» بموسمه الثالث إلا انها انسحبت قبل مشاركتها بالبرنامج، وفي ذات الفترة قدمت أغنية منفردة تحت عنوان «أي شي» من إنتاج شركة الصوتيات روتانا.

### التمثيل
بدأت بدخول مجال التمثيل عام 2007 من خلال مسلسل «الوزيرة» مع نايف الراشد. استقرت في مجال التمثيل مبتعدة عن مجالها الأول الغناء، وإستطاعت تجسيد مختلف الشخصيات الدرامية بين الشر والخير منها. وتعتبر شخصية (عمشة) المرأة البدوية بمسلسل «أمر إخلاء» نقلة نوعية بمشوارها الفني، لسبب ندرة أو إنعدام تجسيد شخصيات نساء البدو خلال الأعمال الخليجية، وذلك بسبب صعوبة إجادتها من حيث اللهجة والزي لتلك الفئة.

## الحياة الشخصية
تزوجت بعمر الرابعة عشرة وانجبت ابنها في عام 1998 وبعد ذلك تطلقت. وفي ديسمبر 2019 تزوجت من رجل أعمال قطري يدعى «أحمد الهيدوس». وقد أعلنت عن زواجها بشكل مفأجى بعدما ظهرت بحفل الزفاف دون أخبار وتصريحات صحفية حول نية الزواج تسبق هذا الزفاف. في أكتوبر 2020 أنجبت ابنتهما «الزين».

### غسل الأموال
في 5 أغسطس 2020، تسلمت النيابة العامة الكويتية بلاغات من وحدة التحريات بشأن غسل الأموال وتضخم حسابات عدة مُتهمين وكان اسمها من بينهم. وبعد أن تسلمت النيابة العامة هذه البلاغات، في 6 أغسطس 2020، أعلن النائب العام الكويتي ضرار العسعوسي عن تجميد أرصدة حساباتها مع نهى نبيل لوجود شبهه غسل أموال بسبب تضخم حساباتهم البنكية. في 8 أكتوبر 2020، قرر النائب العام الكويتي ضرار العسعوسي حفظ بلاغ وحدة التحريات المالية ضد فوز لعدم وجود جريمة، وأكدت تحقيقات النيابة بأن مصادر أموالها سليمة بعد أن دعمتها بفواتير ومُستندات، وتبين بعد ذلك صحتها.

## أعمالها

### من أعمال التلفزيون
| سنة الإنتاج | اسم المسلسل             | الشخصية      |
| ----------- | ----------------------- | ------------ |
| 2007        | الوزيرة                 |              |
| 2009        | حب في الهايد بارك       |              |
| 2012        | امرأة تبحث عن المغفرة   | غالية        |
| 2012        | واي فاي - برنامج كوميدي | ضيفة الحلقات |
| 2012        | لو باقي ليلة            | ريم          |
| 2013        | قرمش                    | عدة شخصيات   |
| 2013        | إلين اليوم              |              |
| 2014        | اشوفكم على خير          | أنوار        |
| 2014        | سراي البيت              |              |
| 2014        | يا من كنت حبيبي         |              |
| 2014        | العافور                 |              |
| 2015        | حارش ووراش              | نرجس         |
| 2015        | قابل للكسر              | زهرة         |
| 2016        | جود                     | حياة         |
| 2016        | الوجه المستعار          | العنود       |
| 2016        | بين قلبين               | ياسمين       |
| 2017        | آخر المطاف              |              |
| 2017        | كحل أسود قلب أبيض       | غالية        |
| 2017        | صوف تحت حرير            | نادية        |
| 2018        | محطة إنتظار             | حصة          |
| 2018        | بدون فلتر               | عدة شخصيات   |
| 2019        | غصون في الوحل           | بدرية        |
| 2019        | عطيتك عيوني             | هنادي        |
| 2019        | لا موسيقى في الأحمدي    | حصة          |
| 2019        | جمان                    | رزان         |
| 2020        | أمر إخلاء               | عمشة         |
| 2021        | سما عالية               | ليلى         |
| 2021        | أمر إخلاء 2             | عمشة         |
| 2022        | حبي الباهر              | صفية         |
| 2023        | حياتي المثالية          | منيرة        |
| 2023        | أمر إخلاء 3             | عمشة         |
| 2024        | متحف يدي                | ماسة         |
| 2025        | من الأحد إلى الخميس     | مها          |
| 2025        | كويت رياض كويت          | العنود       |

كما شاركت في مسلسل «للخطايا ثمن» في عام 2007، إلا أن المسلسل منع من العرض.

### في المسرح
| سنة الإنتاج | المسرحية                | الشخصية |
| ----------- | ----------------------- | ------- |
| 2012        | الجميلة والوحش          |         |
| 2013        | رعب في فليكا            |         |
| 2013        | طرزان                   |         |
| 2014        | الياخور                 | الماسة  |
| 2015        | كشته                    |         |
| 2015        | مر يا حلو               |         |
| 2016        | كوكينغ شو               |         |
| 2018        | زمن دراكولا: المستذئبون |         |
| 2019        | خطوات الشيطان           |         |
| 2022        | موعد مع معاليه          |         |
| 2024        | mask off                |         |

### تقديم البرامج
قامت بعام 2013 بتقديم برنامج حمل اسم «أحلى الليالي» عرض على قناة فنون، وعلى ذات القناة قدمت النسخة الثامنة من برنامج «جد ولعب» وبث البرنامج في شهر رمضان لعام 2014.

### الأغاني المنفردة
- أي شي.
- يا بنيه.
- جيبوه.
- صغيرة على الحب.

## روابط خارجية
- فوز الشطي على موقع IMDb (الإنجليزية)
- فوز الشطي على موقع قاعدة بيانات الأفلام العربية